# 股間性交

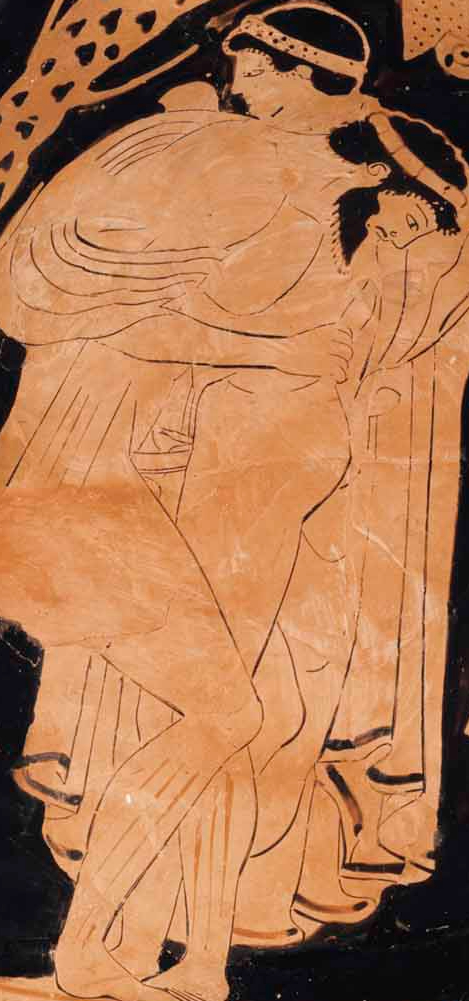
ギリシャの『エロティカ』の著者マーティン・F・キルマーによれば、「最も一般的に採用された体位」を描いたもので、美術品の中で最も古い性交渉を表した例。現代風に言えば、「淫乱」である。

股間性交（こかんせいこう、太もも・セックス〈thigh sex (もしくはthighing) 〉、大腿間セックス〈interfemoral sex〉、インタークラル・セックス〈Intercrural_sex〉とも呼ばれる）は、相手の太ももの間にペニスを挟み、突き刺すことで摩擦を発生させる非貫通性セックスの一種。
紀元前の古代ギリシャ社会では一般的な慣行であり、作家によって頻繁に議論され、花瓶などの芸術作品に描かれていた。 後にソドミー法の対象に該当し、軽蔑的に見られるようになった。17世紀には、インタークラルセックスはいくつかの文学作品で取り上げられ、1631 年に第2代キャッスルヘブン伯爵マーヴィン・トゥチェットが裁判にかけられ処刑された後、男性対男性の性的習慣の一部として文化的に注目を集めた。
素股の最初の例とされる。現代では、素股は一般的にさまざまな方向の関係で実践されている。
成人女性はオーガズムを刺激するために使用すると言われ、パリでは売春の一環として一般的に行われていた。アフリカとアジアの一部では標準化されており、異性愛者と同性愛者の男性間で行われている。南アフリカでは、後天性免疫不全症候群(AIDS) と闘うために活用されたが、この慣習は最終的に廃止された。
研究から抽出された股間性交とエイズおよび妊娠との関係についての知識は低い。これは、ヒト免疫不全ウイルス（HIV）陽性患者の安全なセックスの手段として報告されており、陰茎膣セックスよりも感染のリスクが低いからである。研究によると、性的暴行事件の変動する割合が部内強姦に関与しており、物的証拠はほとんどまたはまったくないことがわかっている。

## 歴史と現代の実践

### 古代史と中世
参照:古代ギリシャの同性愛（Homosexuality_in_ancient_Greece）
股間性交は、古代ギリシャでは小児性愛の一般的な兆候であった。若い男性は、年上の男性と性行為を超えた方法でセックスすることを禁じられていた。エロメノスと関連付けられているが、そのような関係におけるその卓越性は決定されておらず、アナルセックスがより一般的だった可能性がある。 股間性交は同性愛者だけが行うものではなかった。西暦初期までに、ギリシャ社会で女性とのセックスがより奨励されるようになったため、それは実践されなくなった。 
股間性交は、「求愛シーン」と呼ばれる花瓶などのアートワークに描かれており、作家によってよく議論された。 紀元前 5 世紀以降、その視覚的描写はまばらで、黒像式の陶器にほぼ独占的に見られた。 キティウムのゼノンとアリストファネスはこの行為に言及していると言われている。後者は、異性愛者の立場で行われている異人種間セックスを最初に記録したものである。 アイスキュロスの戯曲ミュルミドンは、成人男性がこの行為に従事しているという意味合いを特徴としている。 ジョーン・ラフガーデン古代ギリシャの「同性愛者の男性の宣教師の地位」としての性交を指す。
歴史的なソドミー法には、その範囲内に男女間の性交が含まれていた。 15 世紀のイタリアでは、ソドミーの悪名高い評判の一部であった。ルネッサンスのヴェネツィアでは、股間性交を開始したパートナーに対して極刑が考慮された。中世の悔い改めは、しばしば異人種間セックスを罪深いものとして強調し、悔い改める方法についての指示を与えた。初期のキリスト教は、肛門性交よりも股間性交性交を「より立派な」ものと見なしていた。
中世において、アラブの見解では、異人種間セックスは「非難すべきもの」と見なされていた為、実践者は厳しい罰を避けるようになった。 

### 近代史
初期の現代英語では、作家は股間性交を「こする」または「フリギング」と呼んでいた。 文学作品と風刺は、人々が行為を実行することを奨励する可能性がある、股間性交を描写した。1631 年のマーヴィン・トゥチェットの処刑の裁判のようなソドミーの事例では、時折、股間性交について言及された。トゥチェットの事件は文化的に重要な役割を果たし、多くの人々に同性愛者の性的習慣を知らしめ、男性同士の主なセックス方法としての股間性交に対する文化的認識を喚起した。 
1660 年以降、文献で内輪性交がますます言及されるようになった。 リチャード・エルマンは、オスカー・ワイルドが「ソドマイトのふりをしている」という主張に対して無実を宣言できることを期待して、単に股間性交を行ったと信じていた [25] 。 1885 年、英国議会は、ラブシェール修正条項の下で、男性間の「甚だしい猥褻行為」を罰する法律を可決した。股間性交は、ソドミーに達していないため、法の権限の範囲内であった。
ワイマール共和国とナチスドイツの両方で、男性間の性行為は起訴可能な犯罪であったが、ドイツの南西アフリカ法ではソドミーの下で処罰されるとは見なされていなかった。  18 世紀のパリの女性売春婦は、膣性交に次いで 2 番目に多い股間性交を一般的に行っていた。 マラウィ人とモザンビークの男性は鉱山でそれを実践し、南アフリカの男性も「鉱山結婚」で実践した。 ヨーロッパの植民地化前、アザンデの戦士若いパートナーとのみ股間性交をする。それは植民地時代以前のアジアで人気のあるエロティシズムであった。

ズールー語では、股間性交はオクソーマと呼ばれる。アフリカ南部の若者に受け入れられた習慣として長い歴史があり、人口増加を防ぐためにしばしば実践されてきた。 伝統的なズールー族の文化は、性的社会化の一環として若者が男女間セックスを行うことを奨励しており、若い未婚カップルによる男女間セックスも支持されていた。 ダーバン市に関する 1989 年の報告書は、南アフリカでは次のように述べている。
いくつかの証拠がある...  保守的な家庭の子供たちが今でも性交であるウクソーマの訓練を受けていることを示唆しているが、キリスト教の家庭では純潔を支持してずっと前にやめた。 

## 統計

### 性的暴行
ヒクソン(1994)が イングランドとウェールズで調査された男性の性的暴行の 219 件のうち 5 件で股間性交が行われたことを発見した。  2014 年、スリランカでは 270 件の性的暴行が医学的に検査された。18回の性交の発生が報告された。被害者に身体的損傷はなかった。これらの暴行は、被害者が 4 歳から 19 歳のときに発生したと伝えられている。コロンボ地区に住む 14 歳から 19 歳までの少年を対象としたより具体的な以前の研究では、被害者の報告によると、オーラル セックスに次いで 2 番目に多い虐待の形態は、インタークルーラル セックスであること判明した。報告された 52 例のうち 20 例が股間性交であった。
14 歳未満の子供に暴行を加えた米国の 148 人の性犯罪者を 1957 年に分析したところ、6 ％が性交によって犯罪を犯したことがわかりた。 20年後の別の研究では、「小児性愛者の性的表現の一般的な方法」として「中間射精」が観察された。 児童の性的虐待の場合、通常、性交の身体的兆候はない。

### 教育
リプリー(1973) は、 調査対象の 14 歳の年齢グループの男子 10 人中 3 人、女子 10 人中 4 人のみが、性交が妊娠につながる可能性はないと考えていたことを示した。(1973)、股間性交は推奨される避妊方法ではない。ナイジェリアでは、ヒト免疫不全ウイルス(HIV) 陽性の回答者 298 人中 13 人が、この病気は性行為によって感染する可能性があると答え、さらに 30 人が「いいえ」と答え、残りの 255 人は不明と答えた。股間セックスは、HIV の感染を防ぐ安全なセックス手段として報告されており、陰茎膣セックスよりも「リスクが低い」。 Epprecht (2019) は、私の結婚には股間性交が含まれていたため、「性感染症の危険はなかった」と述べている。 Mistry & Jha (2015) は妊娠に関して「アナルや膣への挿入がないため、【股間性交】は安全な性行為とみなされる」と記述した。 
南アフリカでは、後天性免疫不全症候群(AIDS) の伝染を防ぐ方法として、股間性交が見られている。1997 年の調査によると、エイズに感染しないようにする方法を尋ねられた少女の 12.5% が、股間性交を勧めると回答した。かつては、南アフリカの田舎の成人にとって最も一般的な避妊法であった。 2012 年までに、クワズール ナタール大学の Mary van der Riet は「股間性交から注射可能な避妊薬の使用への移行は、HIV および AIDS に対応するコンドーム使用の特定の条件を設定した」と述べている。 

### 人口統計
Shere Hiteの 1976 年と 1981 年の女性のセクシュアリティに関する調査では、クリトリスを刺激するための股間接触によってオーガズムを達成できると報告している成人女性がいることが判明した。スリランカでは股間性交が人気がある。2006 年の調査では、女性の 4.2% がそれに従事したことがあると報告し、男性の 20.7% が同性愛者の間でセックスをしたことがあると報告した。カルカッタで男性とセックスをする男性の性的健康ニーズに関する1997年の報告郊外では、調査した男性の 73% が股間性交に従事していることが判明したが、その頻度は人口統計学的要因によって異なりる。売春婦の 54%、低所得者の男性の 50%、イスラム教徒の 40% だけが性交をしたと報告しているのに対し、ヒンズー教徒の 82% と中所得者の男性の 88% が行っていると報告している。